# Llac Bled
El llac Bled (Jezero Blejsko) és un llac glacial als Alps Julians al nord-occidental d'Eslovènia, al costat de la ciutat que li dona el nom, Bled. La zona és una destinació turística.

## Geografia i història
Les seves dimensions són de 2.120 per 1.380 m, sent la seva màxima profunditat 30,6 m. El llac se situa en un ambient pintoresc, envoltat per muntanyes, boscos i, a l'estiu, turistes. Un castell medieval s'aixeca al damunt del llac a la costa nord. Al centre del llac hi ha una petita illa amb l'església de Pelegrinatge de Maria Assumpció (Cerkev Marijinega vnebovzetja).
El llac és famós també entre els remers, ja que reuneix molt bones condicions per practicar aquest esport. Els anys 1979 i 1989 s'hi celebraren els Campionats del món de rem.
El llac és a 35 km de l'aeroport internacional de Ljubljana i a 55 km de la capital, Ljubljana. El llac Bled és a 4,2 km de l'estació de tren de Lesce–Bled.
El llac de Bled va ser un important centre de culte durant l'Edat del Bronze. En un jaciment a la vora del llac es van trobar aplicacions d'or que dataven dels segles XIII-XII aC. Es creu que les decoracions en relleu de les aplicacions representen l'any solar i lunar. S'han descobert aplicacions similars a Suïssa, Baviera i Hongria, principalment en assentaments fortificats de l'edat del bronze i en les tombes de dones riques.
El castell medieval de Bled s'alça sobre el llac a la riba nord i té un museu. La vall de Zaka es troba a l'extrem oest del llac.
Els Campionats del Món de rem es van celebrar al llac de Bled els anys 1966, 1979, 1989 i 2011.
Durant segles, els europeus han acudit a les ribes del llac de Bled per gaudir de la recreació, però també dels beneficis medicinals. L'emperador Enric II, governant del Sacre Imperi Romanogermànic, va gaudir tant del llac que va construir el castell de Bled el 1004 per atorgar-lo com a propietat. Avui el castell és una atracció turística popular.

## Illa de Bled
El llac envolta l'illa de Bled (Blejski otok). L'illa té diversos edificis, el principal és l'església de pelegrinatge dedicada a l'Assumpció de Maria (Cerkev Marijinega vnebovzetja), construïda en la seva forma actual cap a finals del segle XVII, i decorada amb restes de frescos gòtics vers l'any 1470 al presbiteri i un ric equipament barroc.
L'església té uns 52 m i hi ha una escala barroca que data de 1655 amb 99 graons de pedra que condueixen a l'edifici. L'església es visita amb freqüència i s'hi celebren casaments amb regularitat. Tradicionalment, es considera bona sort que el nuvi pugi les escales de la seva núvia el dia del seu casament abans de tocar la campana i demanar un desig a l'interior de l'església.
El transport tradicional a l'illa de Bled és un vaixell de fusta conegut com pletna. La paraula pletna és un préstec de l'alemany bavarès Plätten "barca de fons pla". Algunes fonts afirmen que la pletna es va utilitzar al llac Bled des del 1150 dC, però la majoria dels historiadors daten els primers vaixells al 1590 dC. De forma semblant a les góndoles italianes, una multitud té capacitat per a 20 passatgers. Els vaixells moderns encara es fan a mà i es reconeixen pels seus tendals de colors. El remador de Pletna empra la tècnica del stehrudder per impulsar i navegar amb vaixells pel llac amb dos rems. El paper del remador es remunta a l'any 1740, quan Maria Teresa d'Àustria va concedir a 22 famílies locals els drets exclusius per fer transportar els pelegrins religiosos a través del llac de Bled per adorar a l'illa de Bled. La professió encara està restringida. Molts remers moderns descendeixen directament de les 22 famílies originals.

## Gastronomia
L'especialitat culinària de la zona, una pastisseria de crema (kremna rezina o kremšnita ' Cremeschnitte '), va ser designada com a plat protegit d'origen el 2016 pel govern eslovè. Encara que diversos pastissos de crema eslovens es remunten a l'època dels Habsburg, la recepta "oficial" actual va ser creada l'any 1953 per Ištvan Lukačević, l'antic gerent de la pastisseria de l'Hotel Park. Hi ha un festival anual dedicat a la pastisseria. Es calcula que a la pastisseria de l'Hotel Park s'han elaborat 12 milions de nata durant els darrers 60 anys.

Galeria

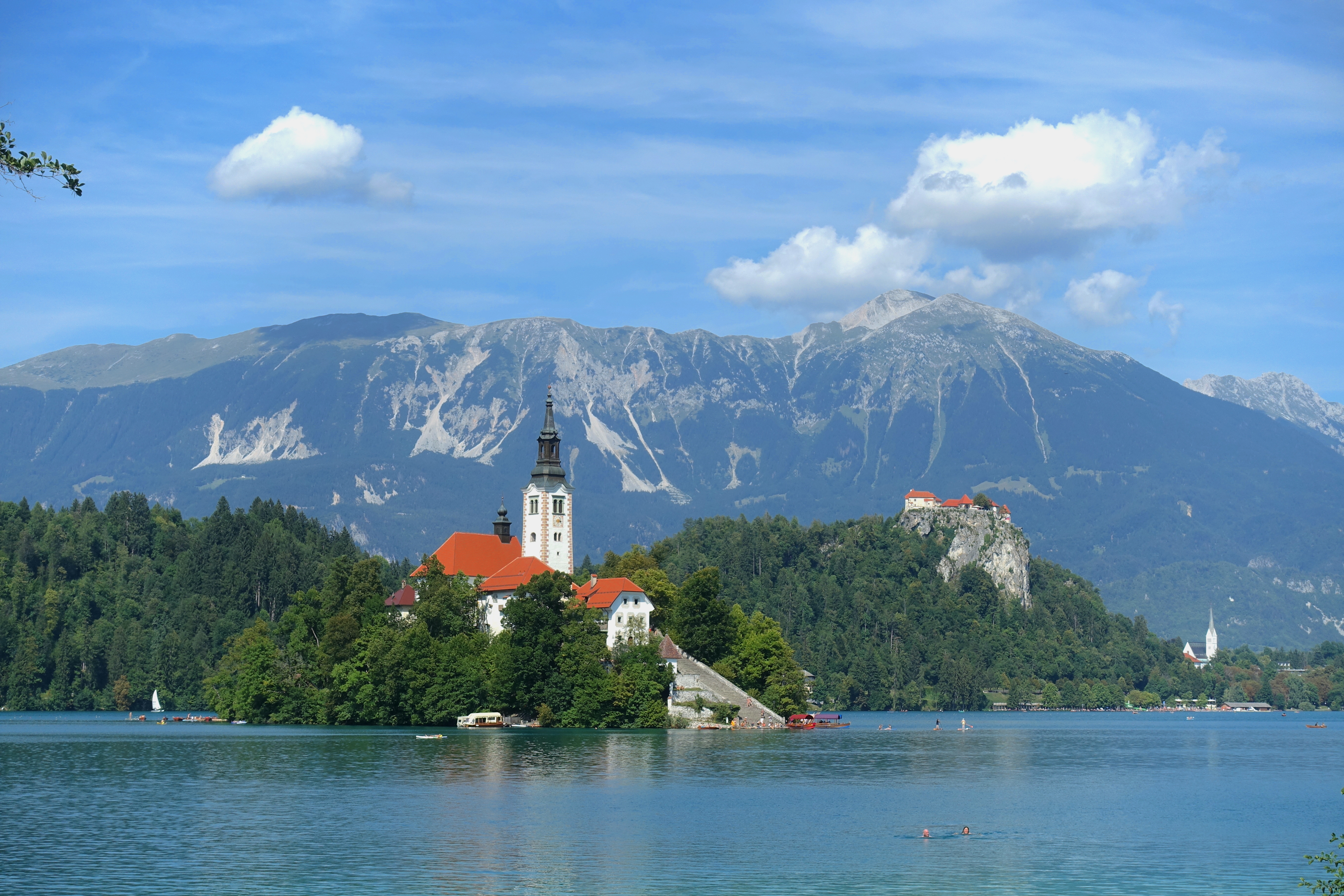
Illa de Bled amb l'església (esquerra) i el castell de Bled (dreta)
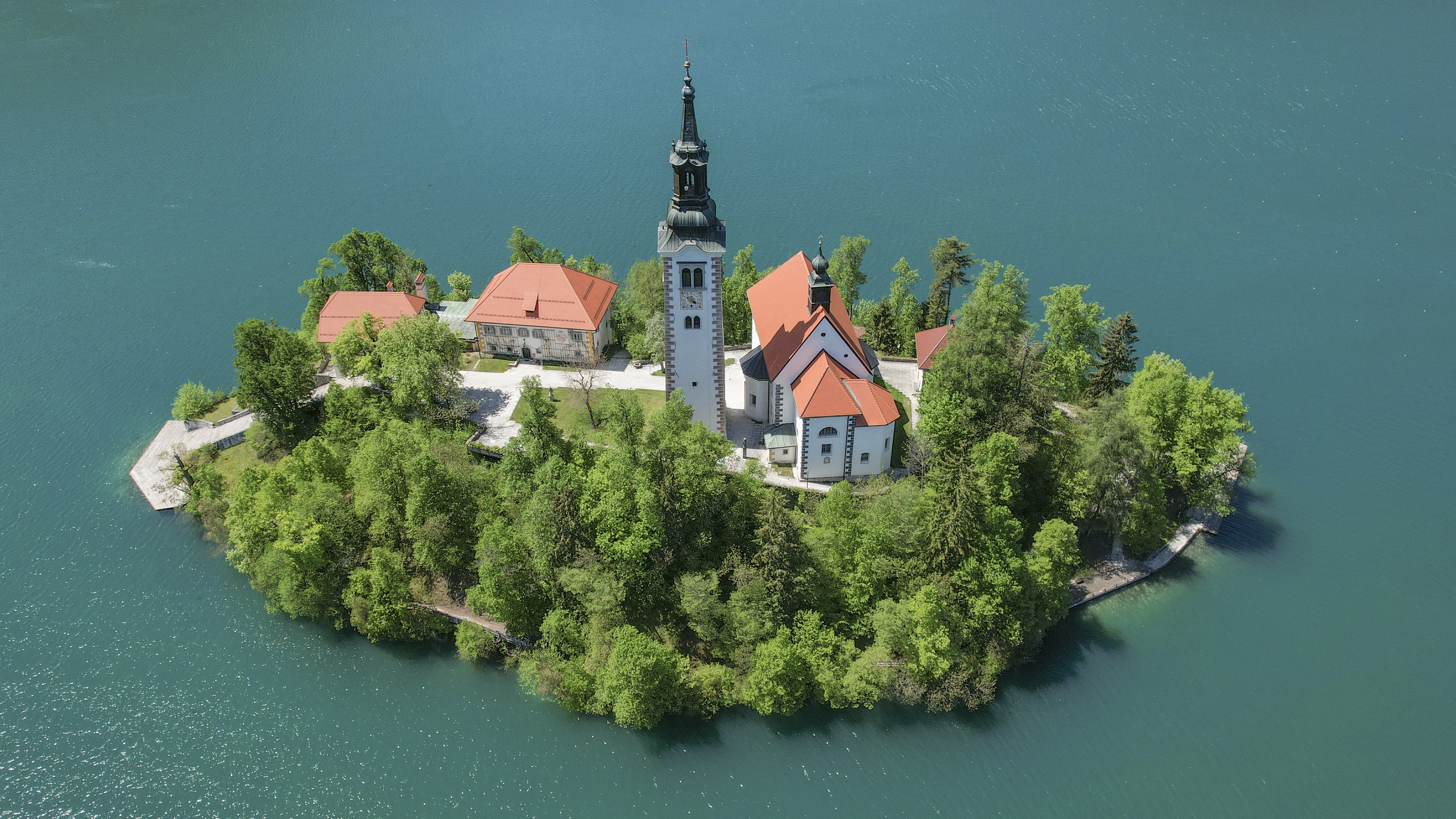
Illa de Bled
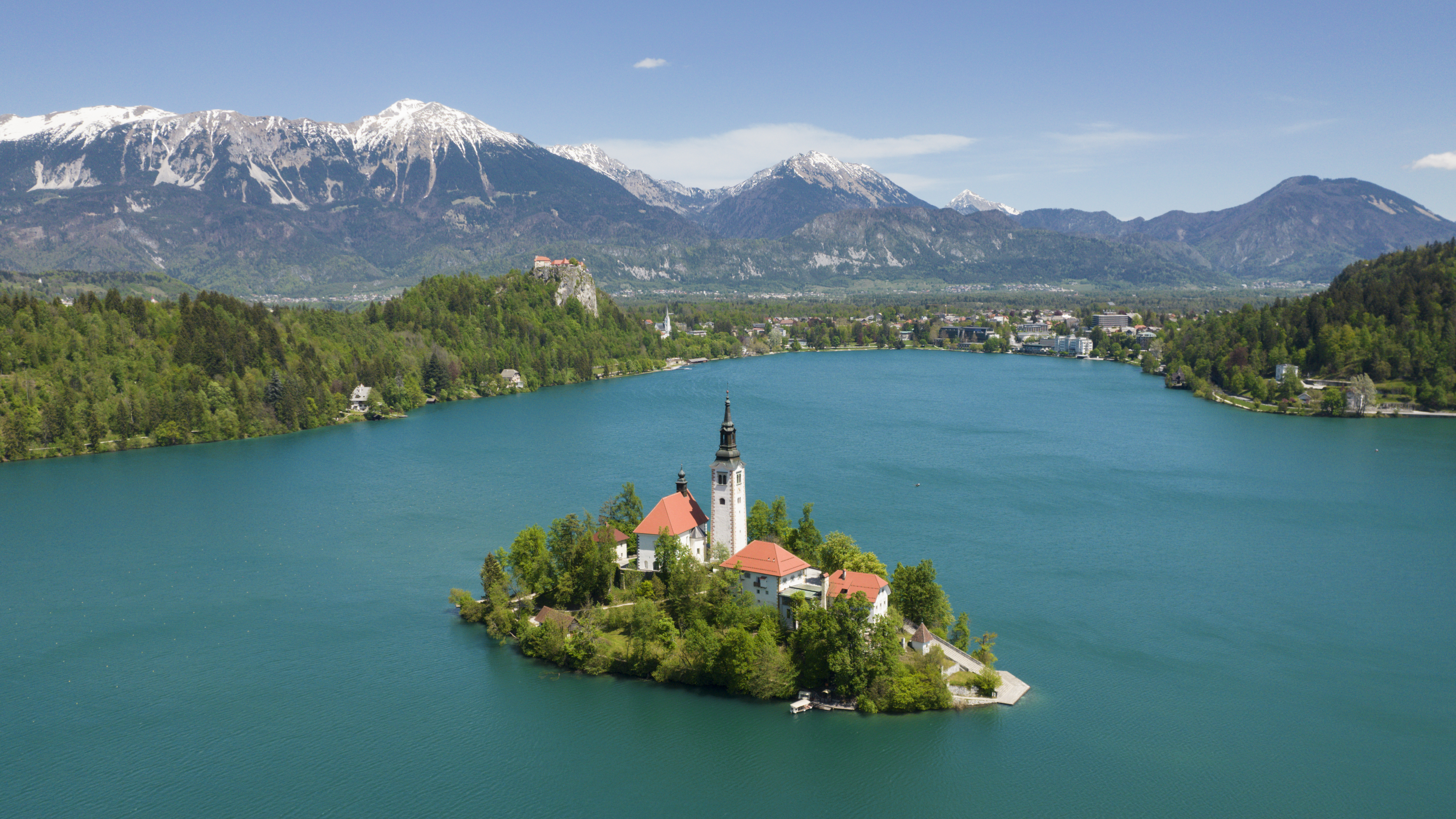
Illa de Bled amb el castell de Bled darrere
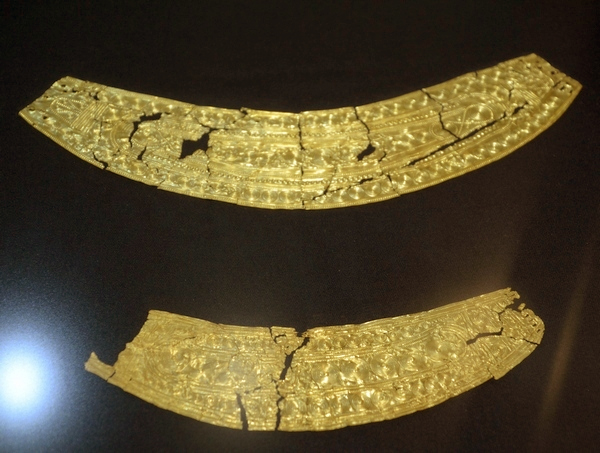
Aplicacions d'or del llac de Bled, edat del bronze final, segles XIII-XII aC